# Meesterklasse schaken 1996/97
Het Meesterklasse-seizoen 1996/97 was het eerste seizoen van de Meesterklasse, de hoogste Nederlandse schaakcompetitie voor clubteams onder de auspiciën van de KNSB. Er werd door tien teams in een halve competitie gestreden om het clubkampioenschap van Nederland. De Variant Breda, spelende onder de sponsornaam Panfox, werd de eerste kampioen van de Meesterklasse.

## Geschiedenis
Voorheen was de hoogste klasse de van de KSNB-competitie de Hoofdklasse. Per het seizoen 1996/97 werd deze hoogste klasse omgedoopt tot de Meesterklasse. Er werd gekozen voor een publicitair aantrekkelijkere naam opdat meer titelhouders mee zouden doen.
Nieuw in de Meesterklasse is de playoff-ronde, waarvoor de vier best geklasseerde teams na het reguliere seizoen voor in aanmerking kwamen.

## Uitslagen en kruistabel reguliere competitie[2]
| #   | Team             | Ra   | Mp | Bp  | 1  | 2  | 3  | 4  | 5  | 6  | 7  | 8  | 9  | 10 |
| --- | ---------------- | ---- | -- | --- | -- | -- | -- | -- | -- | -- | -- | -- | -- | -- |
| 1.  | Panfox           | 2457 | 18 | 64  | -- | 6  | 9  | 5½ | 7  | 7  | 6½ | 5½ | 9  | 8½ |
| 2.  | HSG              | 2431 | 15 | 62  | 4  | -- | 7  | 8  | 6  | 8  | 5  | 8  | 7½ | 8½ |
| 3.  | LSG I            | 2262 | 12 | 46  | 1  | 3  | -- | 6½ | 5½ | 4  | 6  | 8  | 6  | 6  |
| 4.  | SMB              | 2320 | 10 | 50  | 4½ | 2  | 3½ | -- | 3  | 8  | 6½ | 8  | 7½ | 7  |
| 5.  | Van Berkel BSG   | 2366 | 9  | 46½ | 3  | 4  | 4½ | 7  | -- | 5½ | 4½ | 5  | 6  | 7  |
| 6.  | Amstelveen       | 2302 | 9  | 42  | 3  | 2  | 6  | 2  | 4½ | -- | 5  | 6  | 6  | 7½ |
| 7.  | Rotterdam        | 2287 | 8  | 45½ | 3½ | 5  | 4  | 3½ | 5½ | 5  | -- | 6½ | 4½ | 8  |
| 8.  | Utrecht          | 2233 | 5  | 36  | 4½ | 2  | 2  | 2  | 5  | 4  | 3½ | -- | 7  | 6  |
| 9.  | Philidor Lw      | 2277 | 3  | 31½ | 1  | 2½ | 4  | 2½ | 4  | 4  | 5½ | 3  | -- | 5  |
| 10. | HWP Sas van Gent | 2202 | 1  | 26½ | 1½ | 1½ | 4  | 3  | 3  | 2½ | 2  | 4  | 5  | -- |

#### Legenda
|  | Deelnemer aan de play-offs |
|  | Degradant                  |

## Play-off[3]
|  | Halve finale            | Halve finale |    |     | Finale                  | Finale |
|  |                         |              |    |     |                         |        |
|  |                         |              |    |     |                         |        |
|  | Panfox/De Variant Breda | 7            |    |     |                         |        |
|  | SMB Nijmegen            | 3            |    |     |                         |        |
|  |                         |              |    |     |                         |        |
|  |                         |              |    |     |                         |        |
|  |                         |              |    |     | Panfox/De Variant Breda | 5½     |
|  |                         | HSG          | 4½ |     |                         |        |
|  |                         |              |    |     |                         |        |
|  |                         |              |    |     | Derde plaats            |        |
|  |                         |              |    |     |                         |        |
|  | HSG                     | 6½           |    | SMB | 6½                      |        |
|  | LSG                     | 3½           |    |     | LSG                     | 3½     |

### Eerste halve finales
| Panfox/De Variant Breda | SMB Nijmegen         | 7-3 |
| ----------------------- | -------------------- | --- |
| Jan Timman              | Theo Hommeles        | 0-1 |
| Loek van Wely           | Jeroen Vanheste      | 1-0 |
| Jop Delemarre           | Fitzgerald Krudde    | 0-1 |
| Ivan Sokolov            | Jan van de Mortel    | 1-0 |
| Rafael Vaganian         | Dharma Tjiam         | 1-0 |
| Manuel Bosboom          | Willy Hendriks       | 1-0 |
| Julian Hodgson          | Heico Kerkmeester    | 1-0 |
| Michail Goerevitsj      | Stan van Gisbergen   | 1-0 |
| John van der Wiel       | Hans Klip            | 0-1 |
| Frans Cuijpers          | Lucas van der Linden | 1-0 |

### Tweede halve finale
| Hilversum SG         | Leidsch SG              | 6½-3½ |
| -------------------- | ----------------------- | ----- |
| Ljubomir Ljubojević  | Leon Konings            | 1-0   |
| Paul van der Sterren | Machiel de Heer         | 1-0   |
| Ian Rogers           | Eelco Kuipers           | 0-1   |
| Friso Nijboer        | Martin Roobol           | 1-0   |
| Yona Kosashvili      | Stefan van Blitterswijk | ½-½   |
| Zsófia Polgár        | Michiel Bosman          | 1-0   |
| Henk Vedder          | Henk van Putten         | 1-0   |
| Paul Boersma         | Rag de Graaf            | 1-0   |
| Wieb Zagema          | Maarten Strijbos        | 0-1   |
| Leon Pliester        | Edwin van Haastert      | 0-1   |

### Finale
| Panfox/De Variant Breda | Hilversum SG         | 5½-4½ |
| ----------------------- | -------------------- | ----- |
| Loek van Wely           | Paul van der Sterren | ½-½   |
| Rafael Vaganian         | Ian Rogers           | ½-½   |
| Ivan Sokolov            | Ljubomir Ljubojević  | 1-0   |
| Jan Timman              | Friso Nijboer        | 0-1   |
| Michail Goerevitsj      | Joris Brenninkmeijer | 1-0   |
| Julian Hodgson          | Yona Kosashvili      | ½-½   |
| Stuart Conquest         | Paul Boersma         | ½-½   |
| John van der Wiel       | Wieb Zagema          | 1-0   |
| Marinus Kuijf           | Zsófia Polgár        | ½-½   |
| Albert Blees            | Rudy Douven          | 0-1   |

### Wedstrijd om de derde plek
| SMB Nijmegen         | Leidsch SG              | 6½-3½ |
| -------------------- | ----------------------- | ----- |
| Theo Hommeles        | Maarten Strijbos        | 1-0   |
| Jeroen Vanheste      | Machiel de Heer         | 0-1   |
| Fitzgerald Krudde    | Stefan van Blitterswijk | 1-0   |
| Willy Hendriks       | Eelco Kuipers           | ½-½   |
| Hans Klip            | Leon Konings            | ½-½   |
| Stan van Gisbergen   | Martin Roobol           | 1-0   |
| Dharma Tjiam         | Michiel Bosman          | 1-0   |
| Jan van de Mortel    | Edwin van Haastert      | ½-½   |
| Heico Kerkmeester    | Henk van Putten         | 1-0   |
| Lucas van der Linden | Rag de Graaf            | 0-1   |

## Beste individuele scores
| #   | Naam                 | Team           | W  | N | Ro   | Tpr  | ΔR   |
| --- | -------------------- | -------------- | -- | - | ---- | ---- | ---- |
| 1.  | Jop Delemarre        | Panfox         | 7½ | 9 | 2369 | 2503 | +134 |
| 2.  | Manuel Bosboom       | Panfox         | 7  | 9 | 2419 | 2538 | +119 |
| 3.  | Albert Blees         | Panfox         | 6½ | 8 | 2424 | 2603 | +179 |
| 4.  | Joris Brenninkmeijer | HSG            | 6½ | 8 | 2517 | 2604 | +87  |
| 5.  | Friso Nijboer        | HSG            | 6½ | 8 | 2533 | 2582 | +49  |
| 6.  | Theo Hommeles        | SMB            | 6½ | 9 | 2349 | 2557 | +208 |
| 7.  | Wieb Zagema          | HSG            | 6½ | 9 | 2349 | 2431 | +82  |
| 8.  | Rini Kuijf           | Panfox         | 6½ | 9 | 2486 | 2479 | -7   |
| 9.  | Ian Rogers           | HSG            | 6  | 7 | 2565 | 2692 | +127 |
| 10. | Xander Wemmers       | Utrecht        | 6  | 9 | 2205 | 2450 | +245 |
| 11. | Rudolf de Graaff     | LSG I          | 6  | 9 | 2230 | 2417 | +187 |
| 12. | Fred van der Vliet   | Rotterdam      | 6  | 9 | 2316 | 2426 | +110 |
| 13. | Stan van Gisbergen   | SMB            | 6  | 9 | 2296 | 2392 | +96  |
| 14. | Li Riemersma         | Van Berkel BSG | 6  | 9 | 2420 | 2491 | +71  |
| 15. | Heico Kerkmeester    | SMB            | 6  | 9 | 2270 | 2297 | +27  |
| 16. | Erik van den Doel    | Van Berkel BSG | 6  | 9 | 2426 | 2425 | -1   |

Eerste klasse

1920/21 · 1921/22 · 1922/23 · 1923/24 · 1924/25 · 1925/26 · 1926/27 · 1927/28 · 1928/29 · 1929/30 · 1930/31 · 1931/32 · 1932/33 · 1933/34 · 1934/35 · 1935/36 · 1936/37 · 1937/38 · 1938/39 · 1939/40 · 1940/41 · 1941/42
Hoofdklasse

1942/43 · 1943/44 · 1944/45 · 1945/46 · 1946/47 · 1947/48 · 
1948/49 · 1949/50 · 1950/51 · 1951/52 · 1952/53 · 1953/54 · 1954/55 · 1955/56 · 1956/57 · 1957/58 · 1958/59 · 1959/60 · 1960/61 · 1961/62 · 1962/63 · 1963/64 · 1964/65 · 1965/66 · 1966/67 · 1967/68 · 1968/69 · 1969/70 · 1970/71 · 1971/72 · 1972/73 · 1973/74 · 1974/75 · 1975/76 · 1976/77 · 1977/78 · 1978/79 · 1979/80 · 1980/81 · 1981/82 · 1982/83 · 1983/84 · 1984/85 · 1985/86 · 1986/87 · 1987/88 · 1988/89 · 1990/91 · 1991/92 · 1992/93 · 1993/94 · 1994/95 · 1995/96
Meesterklasse

1996/97 · 1997/98 · 1998/99 · 1999/00 · 2000/01 · 2001/02 · 2002/03 · 2003/04 · 2004/05 · 2005/06 · 2006/07 · 2007/08 · 2008/09 · 2009/10 · 2010/11 · 2011/12 · 2012/13 · 2013/14 · 2014/15 · 2015/16 · 2016/17 · 2017/18· 2018/19 · 2019/20 · 2020/21 · 2021/22 · 2022/23 · 2023/24 · 2024/25